# Moncton Golden Flames
I Moncton Golden Flames sono stati una squadra di hockey su ghiaccio dell'American Hockey League con sede nella città di Moncton, nella provincia del Nuovo Brunswick. Nati nel 1982 e sciolti nel 1987, fino al 1984 erano affiliati agli Edmonton Oilers con il nome di Moncton Alpines, successivamente hanno collaborato invece con i Calgary Flames e i Boston Bruins.

## Storia
I New Brunswick Hawks giocarono in AHL dal 1978 al 1982, affiliati sia ai Toronto Maple Leafs che ai Chicago Black Hawks. Nell'estate del 1982 Chicago trovò un nuovo accordo con gli Springfield Indians, mentre i Maple Leafs annunciarono l'intenzione di lasciare Moncton al termine del contratto di concessione della pista. Con l'approvazione della lega i Leafs crearono la nuova franchigia dei St. Catharines Saints
Dopo la scomparsa degli Edmonton Oilers rilevarono la franchigia creando i Moncton Alpines come loro nuova squadra affiliata. Nel 1984 la squadra fu comprata dai Calgary Flames assumendo il nuovo nome di Moncton Golden Flames. La squadra si sciolse nel 1987, sostituita dai Moncton Hawks, questi ultimi affiliati ai Winnipeg Jets.

### Affiliazioni
Nel corso della loro storia i Moncton Alpines/Golden Flames sono stati affiliati alle seguenti franchigie della National Hockey League:
- Edmonton Oilers: (1982-1984)
- Calgary Flames: (1984-1987)
- Boston Bruins: (1985-1987)

## Record stagione per stagione
| Stagione              | Division | Gare | V  | S  | P  | OTL | Punti | GF  | GS  | Piazzamento | Play-off                                                     |
| --------------------- | -------- | ---- | -- | -- | -- | --- | ----- | --- | --- | ----------- | ------------------------------------------------------------ |
| Moncton Alpines       |          |      |    |    |    |     |       |     |     |             |                                                              |
| 1982-83               | North    | 80   | 34 | 39 | 7  | -   | 75    | 304 | 315 | 5°          |                                                              |
| 1983-84               | North    | 80   | 32 | 40 | 8  | -   | 72    | 251 | 278 | 5°          |                                                              |
| Moncton Golden Flames |          |      |    |    |    |     |       |     |     |             |                                                              |
| 1984-85               | North    | 80   | 32 | 40 | 8  | -   | 72    | 291 | 300 | 6°          |                                                              |
| 1985-86               | North    | 80   | 34 | 34 | 12 | -   | 80    | 294 | 307 | 3°          | vince 1º turno (Maine) 4-1 perde semifinali (Adirondack) 1-4 |
| 1986-87               | North    | 80   | 43 | 31 | -  | 6   | 92    | 338 | 315 | 3°          | perde 1º turno (Adirondack) 2-4                              |

## Divise storiche
| Divisa casalinga Alpines | Divisa trasferta Alpines |

## Record della franchigia

### Carriera - Alpines
Gol: 54  Ray Cote
Assist: 99  Ray Cote
Punti: 153  Ray Cote
Minuti di penalità: 421  John Blum
Partite giocate: 421  Joe McDonnell

### Carriera - Golden Flames
Gol: 50  Brett Hull
Assist: 99  Mark Lamb
Punti: 148  Mark Lamb
Minuti di penalità: 629  Peter Jankovic
Partite giocate: 198  Dale DeGray

## Palmarès

### Premi individuali
- Dudley "Red" Garrett Memorial Award: 1

Brett Hull: 1986-1987